# 中尾町 (神戸市)
中尾町（なかおちょう）は兵庫県神戸市中央区の町名。郵便番号は651-0057。

## 地理
中央区東部の市街地北端の山添に位置する住宅地域。東は北より中島通五丁目・籠池通七丁目、南から南西は熊内町、北は葺合町に接する。住居表示実施区域だが丁目には分かれない。

## 歴史
1926年（大正15年）に神戸市葺合町の一部から成立。1931年（昭和6年）より葺合区、1980年（昭和55年）より中央区に属す。町名は江戸時代にあった中尾村に因むが町域はかつての村より大幅に縮小している。中尾という村名の由来については『神戸の町名 改訂版』によれば、『古事記』『日本書紀』にある「活田長峡国（いくたながおのくに）」に因んだという説と「ナカオ」は山腹の傾斜面を指すという説が挙げられている。
町内の泉隆寺は1262年（弘長2年）成立の古刹で、別名若菜寺と呼ばれて、平安時代から村人が生田の小野で若菜を採りこの寺から朝廷へ献じたと伝えられる。若菜献上の行事は源平の争乱により途絶えていたが蓮如上人が復活したと伝えられる。

### 沿革
- 1926年（大正15年） - 神戸市葺合町の一部から成立。
- 1974年（昭和49年） - 一部が熊内町一～九丁目・中島通一～五丁目となり、籠池通一～七丁目の一部を編入。

## 世帯数と人口
2021年（令和3年）12月31日現在の世帯数と人口は以下の通りである。
| 町丁   | 世帯数  | 人口  |
| ------ | ------- | ----- |
| 中尾町 | 392世帯 | 784人 |

### 人口の変遷
国勢調査等による人口の推移
| 1960年（昭和35年） | 674人 | [ 4 ] |  |
| 1988年（昭和63年） | 672人 | [ 4 ] |  |
| 2005年（平成17年） | 828人 | [ 5 ] |  |

### 世帯数の変遷
国勢調査等による世帯数の推移。
| 1960年（昭和35年） | 195世帯 | [ 4 ] |  |
| 1988年（昭和63年） | 253世帯 | [ 4 ] |  |
| 2005年（平成17年） | 353世帯 | [ 5 ] |  |

## 小・中学校の学区
市立小・中学校に通う場合、学区は以下の通りとなる。
| 番地 | 小学校             | 中学校             |
| ---- | ------------------ | ------------------ |
| 全域 | 神戸市立雲中小学校 | 神戸市立葺合中学校 |

## 交通

### 鉄道
町内に鉄道駅はない。

### バス
町内にバス停はない。最も近隣のバス停は熊内５丁目（神戸市バス2系統、18系統　神戸市文書館前に所在）となる。

### 道路
- 野崎通

## 施設
- 中尾大神宮神社
- 泉隆寺 - 浄土真宗本願寺派の仏教寺院。